# Rebutia perplexa
Rebutia perplexa je druh kaktusu. Je jednou z velmi krásných rebucií, ale její osud je poněkud složitý a podle toho dostala také jméno perplexa, které v překladu znamená zamotaný, spletitý.

## Vzhled
Růst je trsovitý, kulovitý. Odnožující stonek vytváří malé trsy, přičemž jednotlivé rostliny mají většinou šířku 2 cm. Žebra se rozpadají do nenápadných hrbolců, na nichž jsou asi 1 mm velké aeroly s 10–16 rezavožlutými trny. Výška rostlin je 6 až 8 centimetrů.

## Trny
Rostlina má 10 až 16 trnů, které jsou rezavožluté a nelze je rozlišit na okrajové a středové.

## Květy
Krásné nálevkovité květy o průměru asi 3 cm mají růžovofialovou barvu. Cizosprašný druh, který se snadno kříží s jinými rebuciemi. Je proto nutné květy poctivě opylovat a mít vždy minimálně dvě, raději však více rostlin na opylení. Plodem je vysychavá bobule s černými semeny. Semena ochotně klíčí, semenáčky dobře rostou a již třetím rokem kvetou. Kvetou v časných jarních měsících.

## Výskyt
Rostlinu objevil A. B. Lau v bočních kaňonech přítoků Rio Pilaya v bolivijské provincii Tarija (jižní Bolívie). Roste zde jednak ve spárách skal, ale také na kamenitých výchozech a plotnách ve společenstvu trav a mechů.

## Pěstování a péče
Pěstování je snadné. Daří se nejlépe v polostínu a potřebuje humózní, dobře propustný substrát. V době vegetace je třeba bohatě zalévat a občas přidat trochu kapalného hnojiva; v zimě udržovat skoro v suchu, V zimním období klidu snáší rostlina i nízké teploty, dokonce je nutně potřebuje, aby mohla později vytvořit květy.

## Rozmnožování
Výsevem semen na jaře nebo oddělením výhonků na jaře, popř. v létě.